# 9a Divisió Panzer SS Hohenstaufen
9a Divisió Panzer SS Hohenstaufen fou una unitat de les Waffen SS de l'Alemanya nazi que va combatre en la Segona Guerra Mundial en tot el Teatre d'operacions europeu (tant el Front d'Europa Occidental com el Front Oriental), des de la seva creació el 1942, fins al final de la guerra a Europa el 8 de maig de 1945.

## Historial militar

### Constitució
La unitat es constituí en desembre de 1942, i fou enviada a França, en concret a Maille le Camp, per al seu ensinistrament, finalitzat en la primavera de 1944.

### Front Oriental
Com a conseqüència de la situació que es presentava a Rússia meridional, amb el setge del 1r Exèrcit Panzer, l'OKW decidí l'enviament del II. SS-Panzerkorps (II Cos Panzer SS) per a intentar alliberar-lo del cèrcol en el que havia caigut: a pesar de la inferioritat amb què s'enfrontaren a les unitats de l'Exèrcit Roig, la "Hohenstaufen" i la 10a Divisió Panzer SS Frundsberg aconsiguiren obrir i mantenir un corredor, contactant amb la 6a Divisió Panzer, del 1r Exèrcit Panzer, a la rodalia de Buczacz, i d'aquesta manera pogué escapar al cèrcol la majoria de les unitats del 1r Exèrcit Panzer.
Després d'aquesta primera operació en el Front Oriental, la Divisió fou enviada més al nord, per a alliberar un conjunt de tropes cercades an la ciudad de Tarnopol; encara que aquest cop no va tenir èxit, degut no sols a les dures condicions climatològiques sinó també a la fèrria i tenaç resistència de les tropes russes.
Durant els mesos següents, la Divisió passà a formar part de les reserves del Grup d'Exèrcits del Nord d'Ucraïna, i va restar sota la seva dependència fins al 12 de juny de 1944, quan fou enviada urgentment a França, concretament a Normandia, a causa del desembarcament de Normandia dels exèrcits dels Aliats.

### Front Occidental

#### Batalla de Normandía
De totes maneres, no fou fins a finals d'aquest mes, el 26 de juny, quan la "Hohenstaufen", després de ser constantment fustigada per l'aviació aliada durant la seva marxa d'aproximació a la línia de front, va passar a establir contacte amb les tropes britàniques que combatien davant la ciutat de Caen. Respecte de la duresa dels combats, dona idea el fet que, després d'haver perdut a 1.200 homes entre morts, ferits i desapareguts, la Divisió va haver de ser transferida, el dia 8 de juliol, a la reserva de l'exèrcit alemany. No obstant això, aquest període de descans fou de curta durada, en estar els homes de les SS obstinats en combats en la zona d'Eterville, Maltot i de l'estratègic turó 112, que seria recuperat i perdut en diverses ocasions en les setmanes següents; la "Hohenstaufen" va entrar en acció el 12 de juliol conjuntament amb l'artilleria de la 10a Divisió Panzer SS Frundsberg; el 16 de juliol les seves unitats d'avançada iniciaren l'assalt al turó 113, situada a l'oest del turó 112, per a prendre de través les posicions angleses.
No obstant això, el 18 de juliol l'inici de l'ofensiva de l'Exèrcit Britànic juntament amb els canadencs al nordeste de Caen, que va assolir enfonsar a l'exhausta línia defensiva alemanya, van forçar a la Divisió "Hohenstaufen" a suspendre la seva ofensiva. El 25 de juliol la Divisió va ser cridada novament al combat, sent desplegada al sud de Caen, on la línia de la 272a Divisió d'Infanteria alemanya havia començat a no poder sostenir la seva posició. Durant les setmanes següents es va decidir la reorganització del desplegament de les unitats alemanyes, i l'1 d'agost de 1944 la Divisió va passar a formar part del II Cos d'Exèrcit Panzer SS que combatia en la zona de Bény-Bocage. En els dies següents van tenir lloc durs combats contra les avantguardes de l'Exèrcit britànic, que no van assolir frenar l'avanç dels Aliats i que van obligar a la Divisió a retirar-se en primer lloc cap a la zona de Putanges-Pont-Ecrepin i després a Vimoutiers, per a acabar a Merri i Trun (al nord de la Bossa de Falaise).
La contínua pressió exercida per les tropes aliades va acabar per provocar la total disgregació de les línies alemanyes, quedant la Hohenstaufen (com la resta de l'Exèrcit alemany) obligada a efectuar una retirada precipitada a través de tota França, en la qual va actuar com força de rereguarda, amb el que va sostenir constants combats, com a Orbec, Bourg-Achard, Duclair, Laon, i Cambrai. La Divisió va ser finalment enviada a la ciutat holandesa d'Arnhem per a un període de descans, arribant a aquesta ciutat el 9 de setembre. Després dels duríssims combats que havia participat a Normandia i la retirada per França, la 9a Divisió Panzer SS Hohenstaufen comptava només amb uns 6.000-7.000 homes, enfront dels 15.898 amb què comptava el 30 de juny.

#### Operació Horta

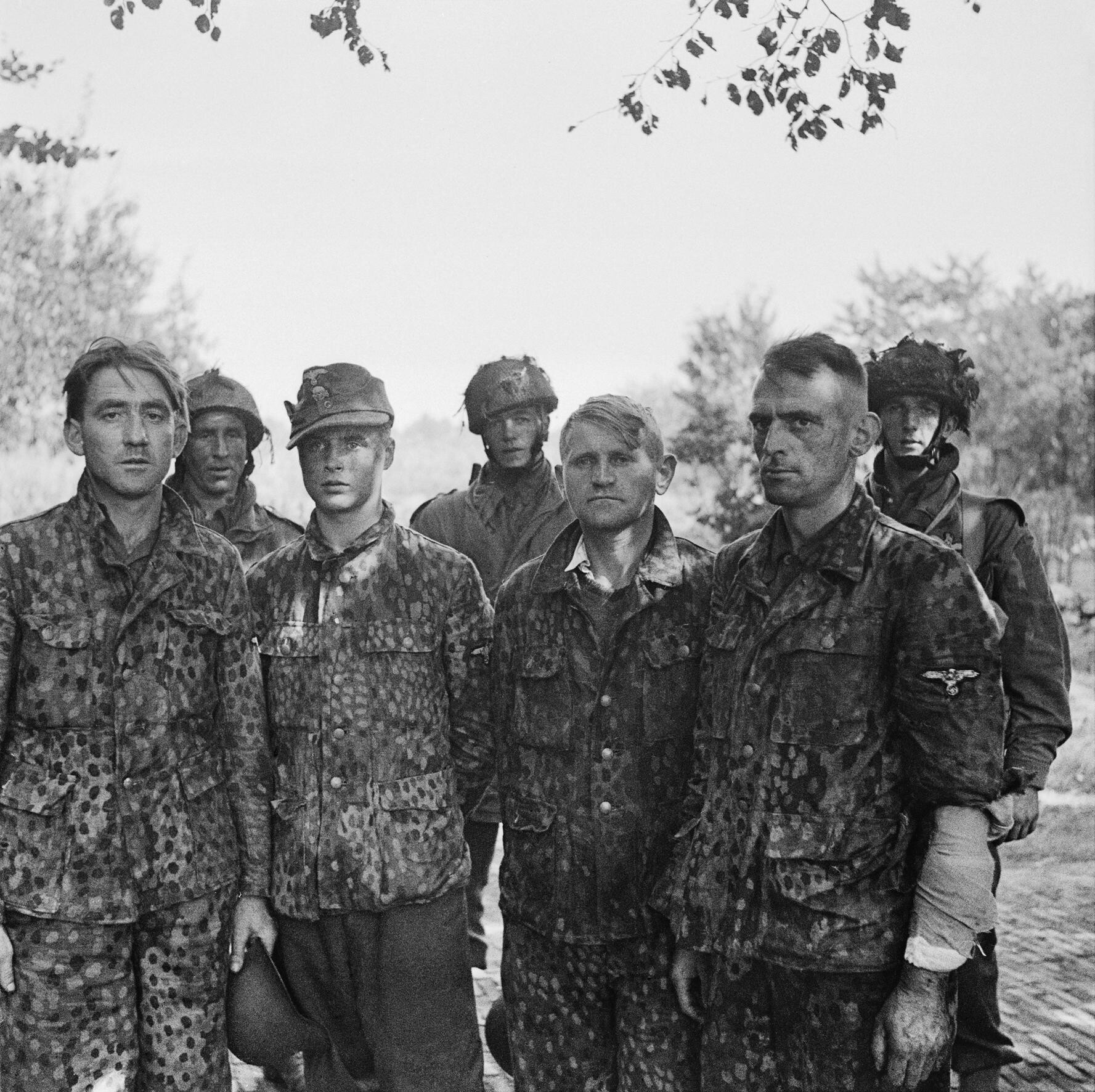
Membres de les SS fets presoners en els combats dels suburbis d'Arnhem per la 1a Divisió Aerotransportada britànica el 18 de setembre, en els primers moments de la lluita. Observi's la joventut dels presoners (alguns de 17 anys), així com la característica tela de camuflatge de les SS.

En l'estat que es trobava, la Divisió no era útil per al combat, pel que la hi va retirar a un sector aparentment tranquil, a la ciutat d'Arnhem, als Països Baixos, ciutat en la qual existia un dels principals ponts que travessaven el curs baix del riu Rin. Mentre estava en període de descans i recuperació en Arnhem, els aliats van desencadenar, el 17 de setembre de 1944 l'Operació Horta, que pretenia forçar el pas del Rin per la part inferior del seu curs i la penetració al seu través en Alemanya. Una de les claus de l'operació era la presa de la ciutat holandesa d'Arhem i del pont que travessava el riu en aquesta.
Per a l'èxit de l'operació es va assignar al sector d'Arnhem a una Divisió paracaigudista britànica. La 9a Divisió Panzer SS Hohenstaufen, juntament amb la seva gairebé bessona 10a Divisió Panzer SS Frundsberg, es va trobar així ficada en plena batalla i va combatre, especialment a l'oest d'Arnhem, contra els dits "Diables Vermells" de la 1a Divisió Aerotransportada britànica, evitant que els britànics assolissin el seu objectiu d'establir i consolidar un cap de pont en l'altra marge del riu Rin. Després de la primera fase de la batalla, la "Hohenstaufen" va ser enviada a Oosterbeek per a donar suport a les tropes alemanyes del Kampfgruppe von Tettau, que es trobaven en dificultats davant els paracaigudistes britànics i polonesos, que van ser enviats com reforç a la batalla, en una segona onada. En la nit del 25 al 26 de setembre les unitats d'elit aliades (gairebé la totalitat de les seves tropes paracaigudistes) havien quedat aniquilades, amb el que cap considerar que l'èxit alemany a Arnhem va ser un assoliment gairebé exclusivament de la "Hohenstaufen".

#### Batalla de les Ardenas

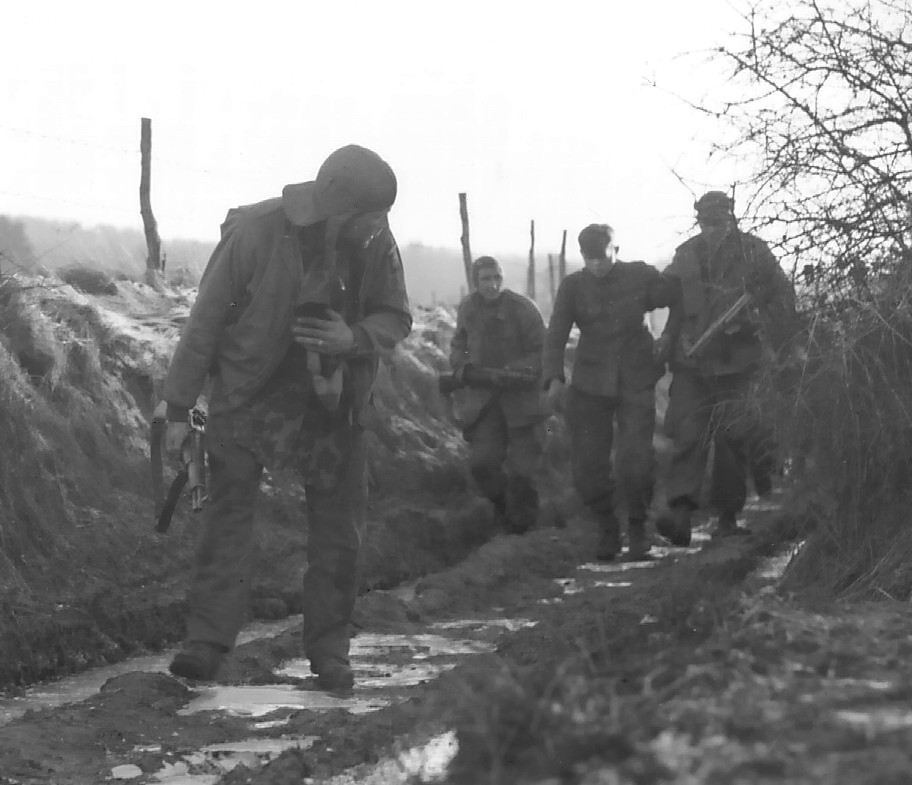
Patrulla de les SS capturada a Bra per soldats de la 82a Divisió aerotransportada nord-americana, durant la batalla de les Ardenes.

Enviada de nou a Alemanya per a la seva reorganització, primer a Siegen i posteriorment al sector de Paderborn-Münster, li van anar agregats nous complements i armament. El 12 de desembre, la Divisió va ser desplegada a Bad Münstereifel i mantinguda en reserva davant la perspectiva de la imminent ofensiva alemanya a les Ardenes, i posteriorment al sud de Blankenheim i en la zona de Stadtkyll-Jünkerath-Blankenheim. El 21 de desembre, algunes unitats de la Divisió van participar en la presa en Sankt Vith, en el marc de la batalla de les Ardenas; en aquesta lluita els primers objectius, els pobles de Recht i Vielsalm, van ser conquistats amb facilitat, però la creixent activitat aèria estatunidenc davant la millora de les condicions climatològiques, va assolir paralitzar l'atac alemany, obligant al comandament divisionari a suspendre l'atac i retirar la unitat a la zona de Bra i Vaux-Chavanne.
El 31 de desembre, la Divisió va ser enviada cap al sud, per a intentar la conquesta de Bastoña juntament amb la 12a Divisió d'Infanteria. Va seguir insistint en la lluita els dies 3 i 4 de gener però la supremacia aèria dels Aliats va impedir les activitats alemanyes, amb el que finalment el 7 de gener Hitler va ordenar la retirada després de la línia Dochamps-Longchamps i la defensa d'aquestes posicions costés el que costés. No obstant això, les posicions designades pel comandament eren insostenibles, amb el que el 17 i 18 de gener les tropes alemanyes es van veure obligades a tornar als seus punts de partida. Durant aquesta retirada, una vegada més, la 9a Divisió Panzer SS Hohenstaufen va actuar com força de rereguarda, protegint la retirada d'altres unitats alemanyes.

### Front Oriental, de nou
A la fi de gener, la Divisió va ser desplegada en el sector de Kaufenheim-Mayen per a un període de descans. No obstant això, el col·lapse produït en el Front Oriental va obligar a l'OKW a destinar un cert nombre d'unitats a enfrontar-se amb l'aclaparadora superioritat de l'Exèrcit Roig, amb el que la Divisió va ser enviada a Hongria per a assolir l'alliberament de les tropes alemanyes que havien quedat envoltades a Budapest (Ofensiva del Llac Balatón). A la fi de febrer, les primeres avançades havien arribat a Falubattyan, ja a Hongria, però no va ser possible llançar un atac abans del 6 de març. Les pèssimes condicions meteorològiques, així com la tenaç resistència soviètica, van provocar el fracàs d'aquesta última operació ofensiva de les tropes del Tercer Reich, amb el que les restes de la "Hohenstaufen" van iniciar la seva retirada, passant per Jena, Berhida, Liter, Nemesvámos, Hidekut i, finalment, Mencseli.
Durant aquesta retirada la Divisió va participar en duríssimes lluites de rereguarda per a intentar mantenir oberta una via d'escapada per a la resta de divisions, les 5a SS-Panzer-Division "Wiking", 1a Divisió Panzer, 3a Divisió Panzer, així com per a les restes de la 44a Divisió d'Infanteria, la 44a Divisió d'Infanteria Reichs-Grenadier-Division Hoch und Deutschmeister. L'última ofensiva soviètica va conduir a l'acostament de la Divisió al Reichsschutzstellung; només el 6 d'abril, després de duríssims combats, el que quedava de la "Hohenstaufen" va assolir alliberar-se.

### Rendició
El final de la guerra per als homes de la "Hohenstaufen" va tenir lloc el 26 d'abril de 1945, quan la Divisió va rebre l'ordre d'interceptar les tropes nord-americanes a la ciutat austríaca d'Enns-Steyr-Amstetten i de bloquejar el seu avanç fins a la conclusió de les negociacions que es començaven a portar a terme per a la rendició d'Alemanya. El 8 de maig de 1945, el que quedava de la 9a Divisió Panzer SS Hohenstaufen es va rendir a l'Exèrcit dels Estats Units.

## Teatres d'operacions
- França (formació i entrenament), entre gener de 1943 i març de 1944
- Front Oriental, entre abril i juny de 1944
- Front Occidental, entre juliol de 1944 i gener de 1945
- Front Oriental, entre febrer i abril de 1945

## Condecorats amb la Creu de Cavaller
En total van ser 12 els components de la Divisió condecorats amb la Creu de Cavaller de la Creu de Ferro.

## Comandants
- SS-Obergruppenführer Wilhelm Bittrich (15 de febrer de 1943 – 29 de juny de 1944)
- SS-Oberführer Thomas Müller (29 de juny de 1944 – 10 de juliol de 1944)
- SS-Brigadeführer Sylvester Stadler (10 de juliol de 1944 – 31 de juliol de 1944)
- SS-Oberführer Friedrich-Wilhelm Bock (31 de juliol de 1944 – 29 d'agost de 1944)
- SS-Standartenführer Walter Harzer (29 d'agost de 1944 – 10 d'octubre de 1944)
- SS-Brigadeführer Sylvester Stadler (10 d'octubre de 1944 – 8 de maig de 1945)